# Gijsbert VI. Bronckhorstski-Borculski
Gijsbert VI. Bronckhorstski-Borkulski (ok. 1367 – 1. november 1409) je bil gospod Bronkhorstski (1399-1409) in Borkulski (1405-1409) in je bil sin Viljema IV. Bronckhorstskega in Kunegunde Meurske.

## Gospodstvo Borkulo
Gijsbert je postal tretji gospodar Borkula iz družine Bronckhorst. Gospostvo je podedoval leta 1405 od očetovega brata Friderika Bronckhorstskega (umrl 1405). Imenovali so ga tudi Gijsbert II. iz Bronckhorsta in Borcula. Leta 1406 je bil prisiljen prenesti fevdalno gospostvo Borkulo in Lichtenvoorde na münstrskega škofa. Tudi kasnejši gospodarji Bronkhorsta-Borkula so škofa dosledno priznavali za svojega fevdalnega gospodarja.

## Poroka in otroci
Gijsbert se je leta 1391 poročil s Heilvigo Teklenburško, hčerko Otona VI. Teklenburškega in Adelheid van der Lippe. Njuni otroci so bili:
- Viljem V. Bronckhorstski-Borkulski (okoli 1392-1429), gospod Bronckhorsta (1417-1429)
- Oto Bronckhorstski-Borkulski (okoli 1392 – 23. februar 1458 ), gospodar Bronkhorsta (1429-58) in Borkula (1417-58)
- Kunigunda Bronckhorstska, poročena leta 1422 z Janom II. Montfoortskim
- Gijsberta